# Augusto de Fraga
Augusto de Fraga (Açores, 7 de outubro de 1978) é um realizador e guionista português, especializado na realização publicitária. Representado pela Krypton Films em Portugal, é cofundador da Spectacular Studio, um estúdio escrita e desenvolvimento de conteúdos audiovisuais. O seu primeiro guião de ficção "Rabo de Peixe", foi premiado pela Netflix entre milhares de candidatos.
Fraga é Membro da Directors Guild of America (DGA).  Possui vasta experiência na realização de spots publicitários e videoclipes em todo o mundo, sendo colaborador habitual de marcas como a Vodafone, Mercedes, Nivea, Adidas, VW ou Coca-Cola internacional, o que lhe permitiu trabalhar com grandes estrelas do desporto, desde Rafael Nadal, a Lionel Messi, Neymar e Cristiano Ronaldo.
Licenciado em Comunicação Social pela Universidade do Minho, alargou os seus estudos na Universitat Autónoma de Barcelona e em Nova York na New York Film Academy. Vive entre Lisboa, Barcelona e Los Angeles.
Ele tem representação mundial como diretor de publicidade em grandes produtoras internacionais, como Little Minx nos Estados Unidos, Grayskull em Espanha ou Satellite My Love em França. Augusto de Fraga é considerado um dos melhores realizadores de spots publicitários da Europa. Entre outros, foi premiado no International Cannes Film Festival (publicidade), no New York Festivals, no Chicago Film Festival, no Clube de Criativos de Portugal e no San Sebastian Advertising Film Festival.
Uma linguagem inovadora faz parte do seu cotidiano de trabalho, com especial cuidado na estética e na narrativa. Nesse sentido, a sua paixão pelo guião tem sido uma ferramenta fundamental em sua carreira, tanto publicitária, como em ficção. O seu último videoclipe, do artista BRANKO, escrito e dirigido por Augusto de Fraga, foi em 2020 considerado o melhor do Ano em Portugal nos Play - Prémios da Música Portuguesa.

## Representação
- USA: Little Minx
- Canadá: Mathematics
- China: Cartello Directors
- Itália: AKITA
- Espanha: Grayskull
- Portugal: Krypton Films
- França: Satellite My Love
- Alemanha: Trinity Agency
- Japão: knock on Wood
- Reino Unido: Great Guns

## Trabalhos Notáveis
- Mercedes GLE Coupé "Ourselves"
- Beko & FC BARCELONA "Sceptical Girl"
- Gatorade "Every Drop Counts"[10]
- Apple "Dragon"[11]
- Vodafone "Grandfather"
- Wind - The Chase
- VW TIGUAN "Skip Boring"
- ASICS "I Move Me"[12]
- BRANKO "HEAR FROM YOU" Music Video
- Coca-Cola “Gold”[13]
- Bitburger "Die Mannschaft"
- AMERICAN TOURISTER CR7 "Bring back more"[14]
- NIVEA MEN PSG "Game day"